# Campionat del món d'escacs femení de 1937 (Olimpíada d'Estocolm)
El sisè Campionat del món femení d'escacs va tenir lloc durant la 7a Olimpíada d'escacs, celebrada a Estocolm, Suècia, del 31 de juliol al 14 d'agost de 1937. Els resultats finals van ser els següents:
|       | Jugadora                         | Punts |
| ----- | -------------------------------- | ----- |
| 1     | Vera Menchik (TCH)               | 14    |
| 2     | Clarice Benini (ITA)             | 10    |
| 3–4   | Milda Lauberte (LAT)             | 9     |
| 3–4   | Sonja Graf (GER)                 | 9     |
| 5     | Mary Bain (USA)                  | 8½    |
| 6–7   | Mona May Karff (PLE)             | 8     |
| 6–7   | Nelly Fišerová (TCH)             | 8     |
| 8–9   | Ingeborg Andersson (SWE)         | 7½    |
| 8–9   | Mary Gilchrist (SCO)             | 7½    |
| 10–16 | Róża Herman (POL)                | 7     |
| 10–16 | Catharina Roodzant (NED)         | 7     |
| 10–16 | Edith St. John (ENG)             | 7     |
| 10–16 | Anna Andersson (SWE)             | 7     |
| 10–16 | Regina Gerlecka (POL)            | 7     |
| 10–16 | Clara Faragó (HUN)               | 7     |
| 10–16 | Edith Holloway (ENG)             | 7     |
| 17–20 | Barbara Flerow-Bułhak (POL)      | 6½    |
| 17–20 | Gisela Harum (AUT)               | 6½    |
| 17–20 | Salome Reischer (AUT)            | 6½    |
| 17–20 | Olga Menchik (TCH)               | 6½    |
| 21–22 | Florence Frankland Thomson (SCO) | 6     |
| 21–22 | Ingrid Larsen (DEN)              | 6     |
| 23    | Katarina Beskow (SWE)            | 5½    |
| 24    | A.M.S. O'Shannon (IRL)           | 5     |
| 25    | Ruth Bloch Nakkerud (NOR)        | 2     |
| 26    | Elisabeth Mellbye (NOR)          | 1     |